# Foligno
Foligno és una ciutat de la regió de l'Úmbria a Itàlia, província de Perusa, a l'esquerra del riu Topino. L'any 2007 tenia 56.036 habitants.

## Història
Fulginum, era una ciutat d'origen umbre. Sembla que el seu nom derivava d'una divinitat local, una deessa o una nimfa, anomenada Fulgínia. Es trobava a la Via Flamínia, a la part occidental dels Apenins. Era a uns 12 km de Mevania i a 5 del Forum Flaminii. Sembla que era un lloc poc important al menys fins a una època tardana, ja que Estrabó no en fa menció quan enumera totes les ciutats de la via Flamínia o properes. Però Ciceró diu que era un municipi, subordinat a una prefectura.
Es va sotmetre a Roma després de la batalla de Sentino l'any 295 aC. A la guerra de Perusa el 41 aC la van ocupar Publi Ventidi Bas i Gai Asini Pol·lió, generals de Luci Antoni. Silius Italicus diu que estava situada en una plana i no tenia muralles. A l'Itinerari de Jerusalem es diu que era una civitas. La seva proximitat a altres ciutats importants, com ara Mevània i Hispèl·lum devia impedir el seu creixement, tot i la seva bona situació a la via Flamínia, a l'encreuament que portava a Interamna i Spoletum.
Va pertànyer als ostrogots, als romans d'Orient i als llombards. Els sarraïns la van destruir al segle ix i a finals del segle x pels hongaresos. Frederic I Barba-roja la va dominar i després es va constituir el comú i al segle xiii es va incorporar als Estats Pontificis però el 1227 la va ocupar Guiscard, capità de l'emperador Frederic II, i es va convertir en el principal nucli gibel·lí de l'Úmbria, lliurant diverses guerres contra Perusa. L'any 1239 van ser expulsats el gibel·lins però el 1240 l'emperador la va recuperar. El domini gibel·lí va durar amb alternatives fins al 1305, quan va obtenir la quasisenyoria de la ciutat la família güelfa dels Trinci, senyoria que va acabar el 1439 amb la massacre dels Trinci, tornant la ciutat a domini directe del Papa. Al segle xv era famosa pels seus gravats i especialment per la primera còpia de la Divina Comèdia, datada l'11 d'abril de 1472.
Es va mantenir sota domini del papa fins al 1797, i després els francesos, els austríacs i altre cop els francesos la van ocupar, quedant integrada a la República Cisalpina, després República Italiana l'any 1802, i al Regne d'Itàlia el 1805. Els austríacs van tornar el 1814 i el 1815 el Congrés de Viena va ratificar la pertinença de Foligno als Estats Pontificis. El 1860 va passar al Regne d'Itàlia.

## Fills il·lustres
- Àngela de Foligno (1248 - 1309), mística franciscana.
- Antimo Liberati (1617-1692)
- Vito Fedeli (1866-1933), compositor i musicòleg.